# Hashiguchi Goyō

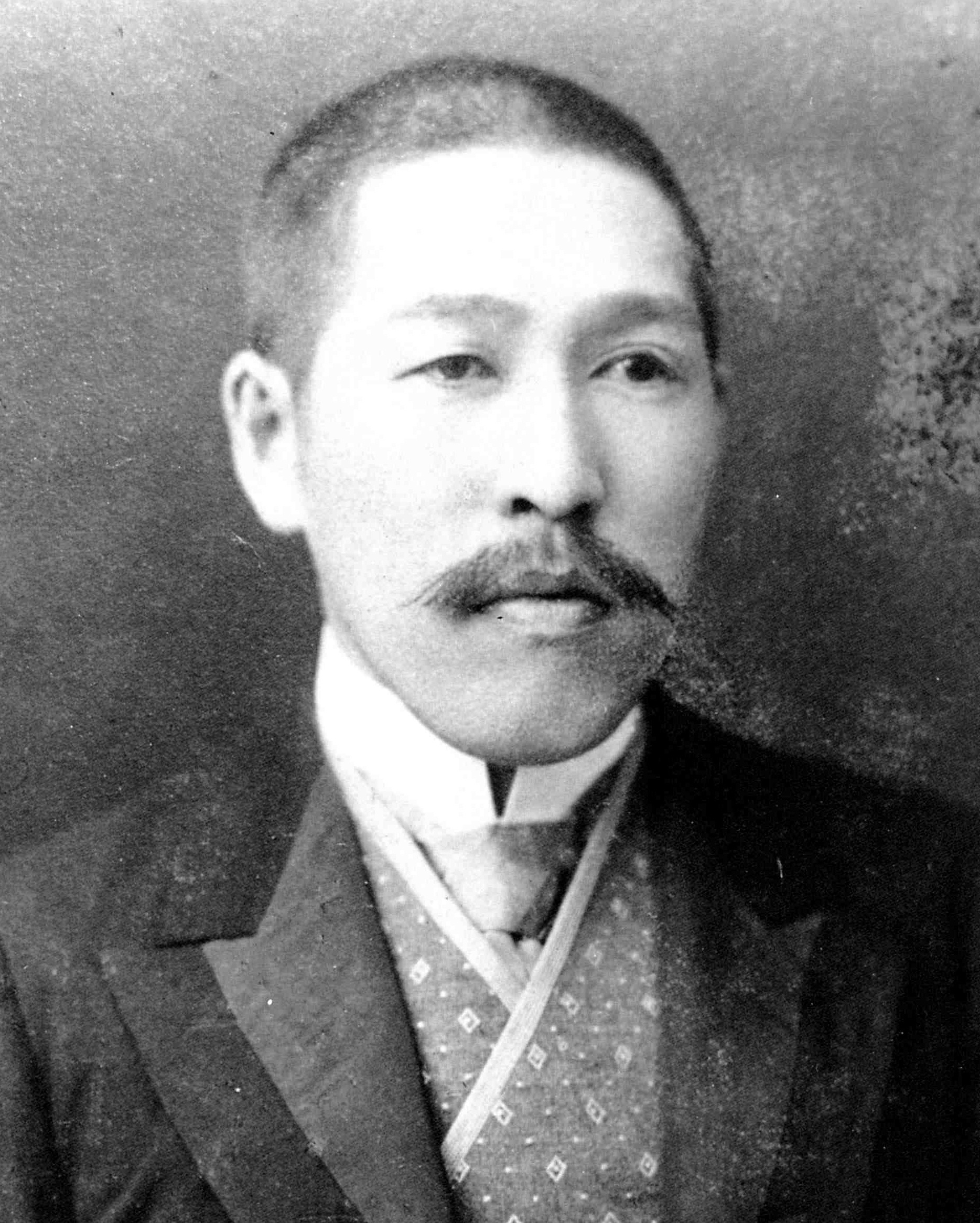
Hashiguchi Goyō

Hashiguchi Goyō (japanisch 橋口 五葉; * 21. Dezember 1880 in Kagoshima, Präfektur Kagoshima; † 24. Februar 1921) war ein japanischer Holzschnittkünstler, der erste der Shin-hanga-Richtung.

## Leben und Werk
Er wurde als Hashiguchi Kiyoshi (橋口 清) in Kagoshima als Sohn eines Malers im traditionellen Stil geboren. So interessierte Hashiguchi sich früh für die Kanō-Schule, ging 1899 nach Kyoto, um unter Hashimoto Gahō zu studieren. Er wurde jedoch von dem damals einflussreichen Maler Kuroda Seiki, der aus derselben Gegend stammt, überredet, westliche Malerei zu studieren. Hashiguchi ging daher nach Tokyo und studierte an der privaten Kunstschule Hakuba-kai, an der er 1905 seinen Abschluss machte. Sein älterer Bruder, der Maler Hashiguchi Yasuo, machte ihn mit dem Schriftsteller Natsume Sōseki bekannt. Der beauftragte ihn mit der Gestaltung des Umschlags für den Roman Ich der Kater (Wagahai wa neko dearu), die 1905 erschien. Danach gestaltete Hashiguchi fast 70 weitere Buchumschläge im Art-Nouveau-Stil.
Hashiguchis Gemälde wurden 1907 in einer Ausstellung Tokyo Industrial Exhibition und in der ersten, vom Kultusministerium organisierten Ausstellung Mombushō Bijutsu Tenrankai gezeigt, aber da er nur mäßigen Erfolg hatte, gab er die Ölmalerei auf.
1911 gewann Hashiguchi den Wettbewerb um ein Plakat für das Mitsukoshi-Kleidergeschäft mit der Darstellung einer modernen Japanerin. Zu der Zeit suchte der Verleger und Kunsthändler Watanabe Shōzaburō (渡邊 庄三郎; 1885–1962) nach Künstlern, die den traditionellen japanischen Holzschnitt (Ukiyo-e) in die Gegenwart übertragen konnten. So nahm er Kontakt zu Hashiguchi auf, dessen Plakat ihm aufgefallen war. Hashiguchi schuf daraufhin die Vorlage für den ersten Druck der neuen Art (Shin-hanga) mit dem Titel „Im Bad“ (浴場の女, yuami), die von Watanabes Mitarbeiter Takano Shichinosuke 1915 mit mehreren Druckplatten umgesetzt wurde. In seinen Shin-hanga finden sich ebenfalls Art-Nouveau-Einflüsse, so beispielsweise in seinem Druck „Haare kämmende Frau“ (髪梳ける女, Kamisukeru onna) von 1920.
Um aber selbst die Kontrolle über den Druck-Vorgang zu haben, ließ Hashiguchi die folgenden Drucke in seiner eigenen Werkstatt herstellen. In den Jahren 1916 bis 1917 publizierte er die zwölfbändige Sammlung Ukiyo-e fūzoku Yamato nishiki-e (浮世風俗やまと錦繪) mit hunderten verkleinerten Nachdrucken früherer Meister. Daneben schuf er weitere originale Drucke von schönen Frauen (bijinga). Weitere Drucke, die bei seinem frühen Tod unvollendet waren, wurden von seiner Familie herausgegeben.

## Bilder

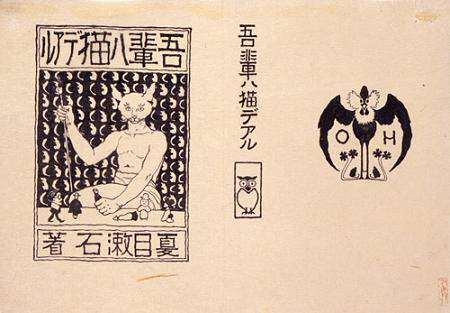
Einband von Ich der Kater, 1905
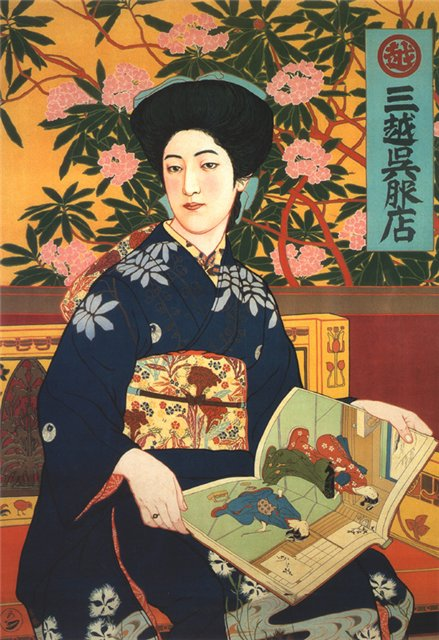
Mitsukoshi, 1911
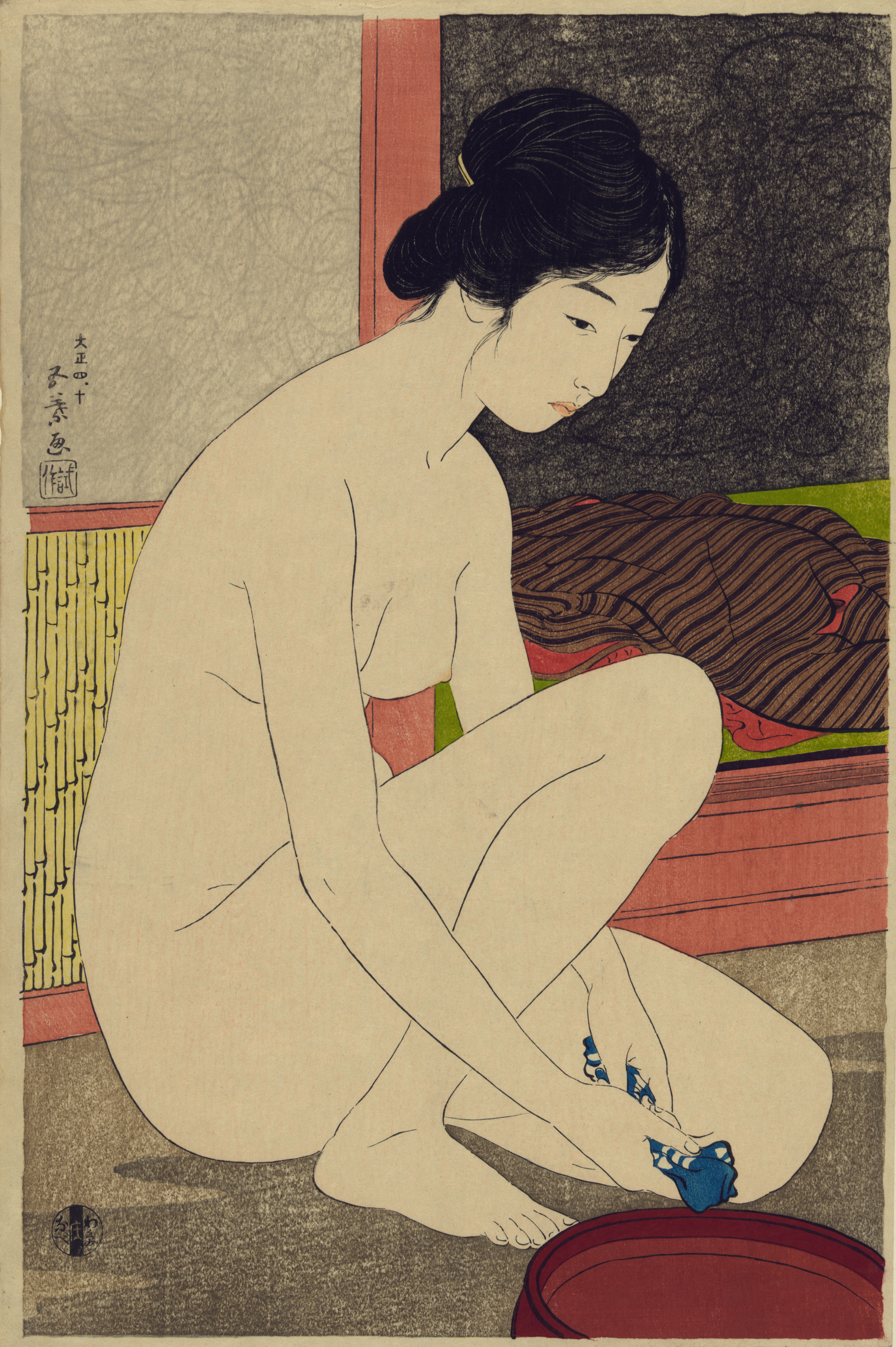
„Im Bad“, 1915
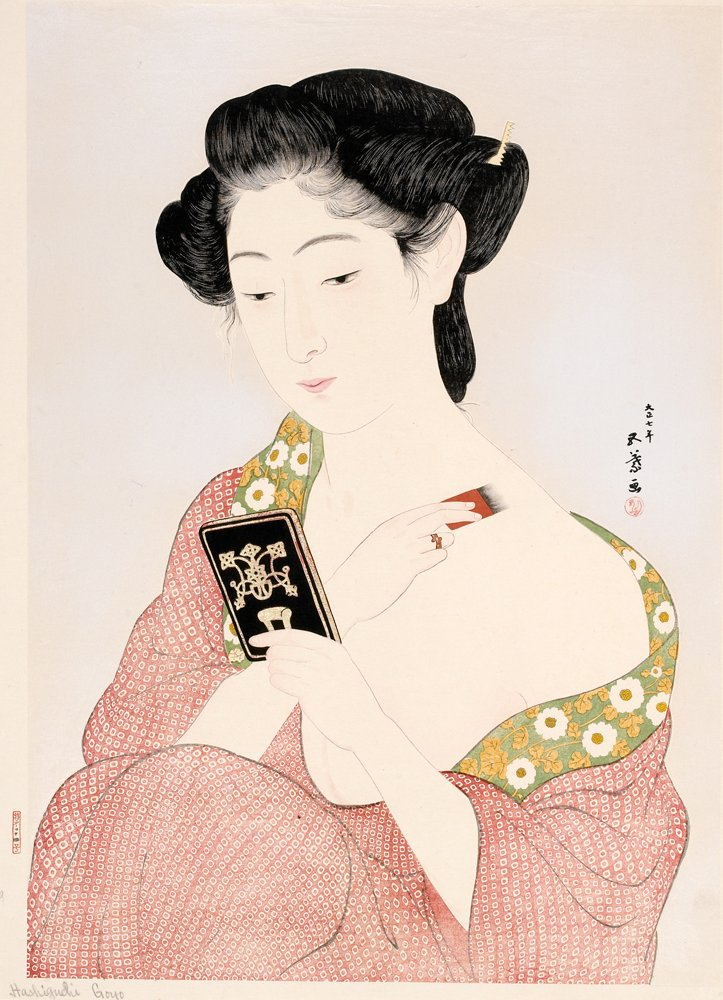
„Schminkende Frau“[A 2], 1918
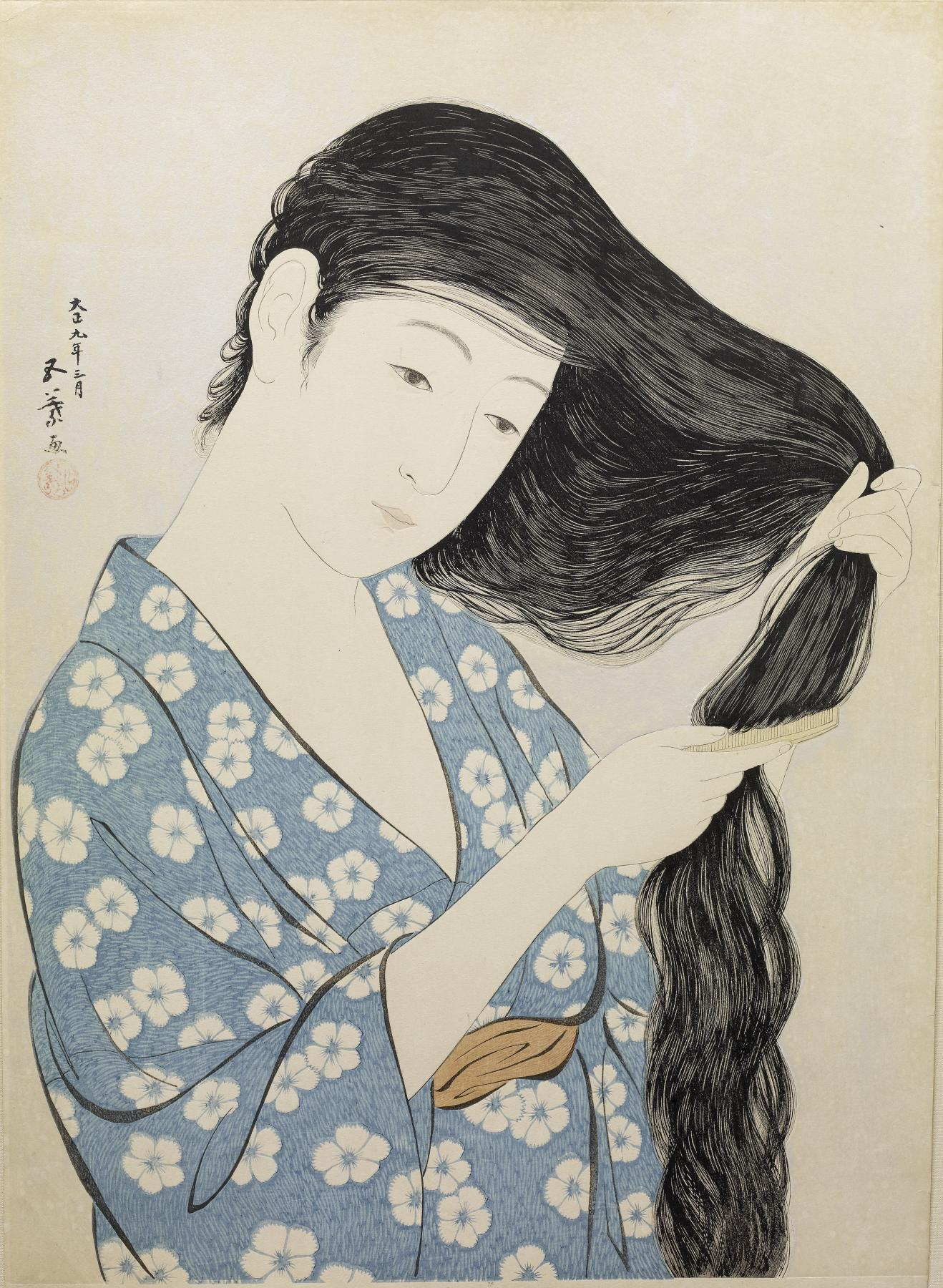
„Haare kämmende Frau“, 1920
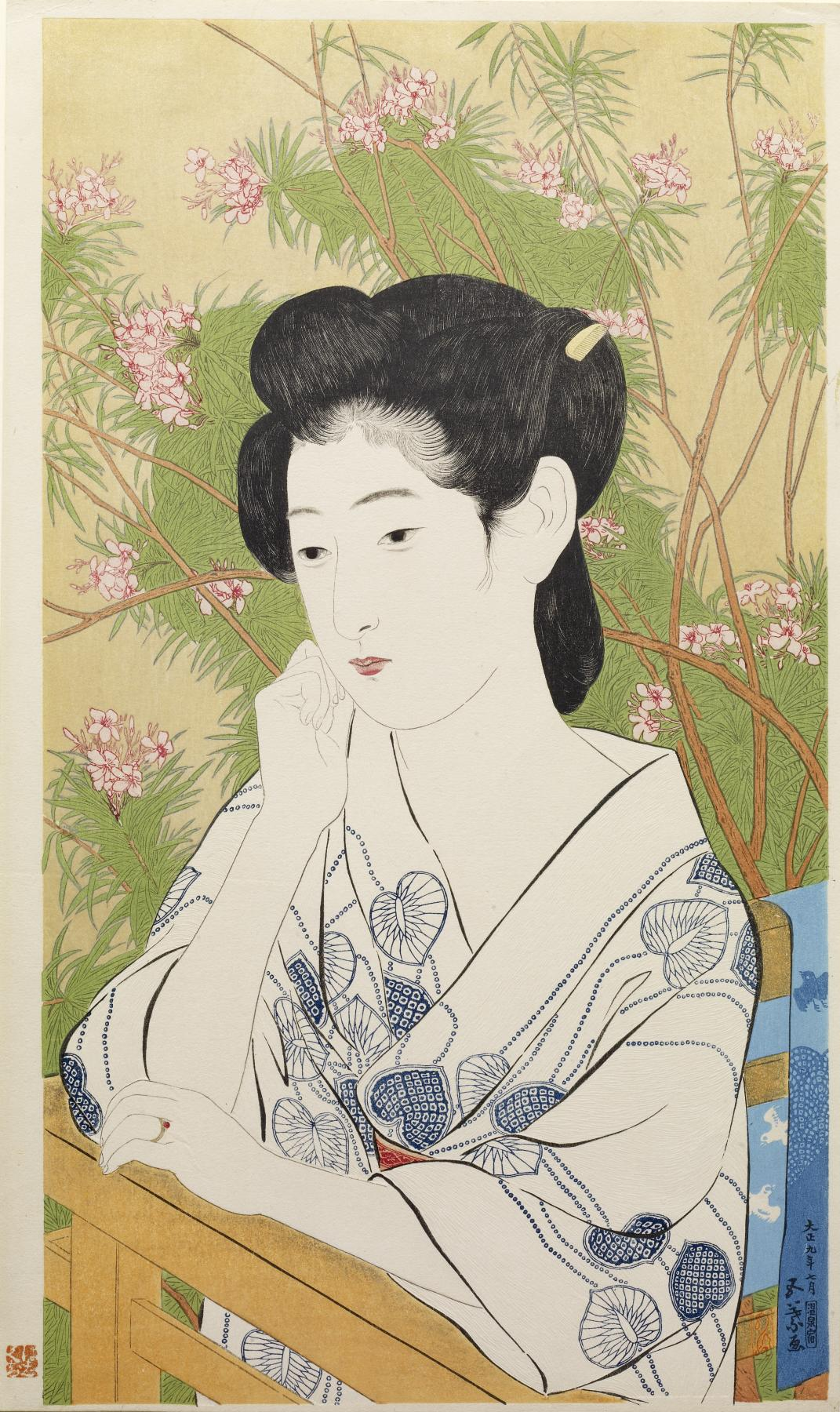
„Im Onsen“[A 3], 1920
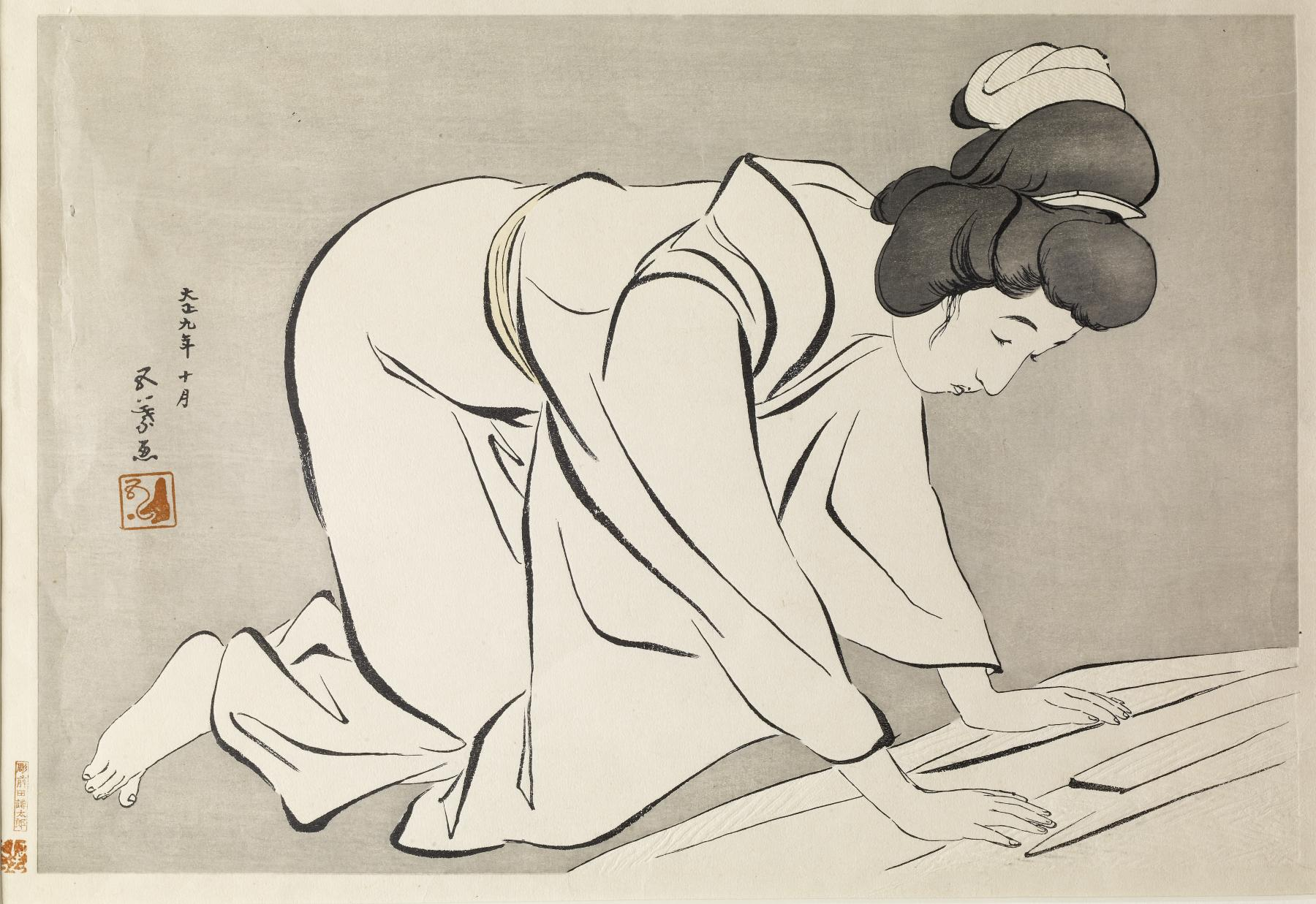
„Kimono falten“
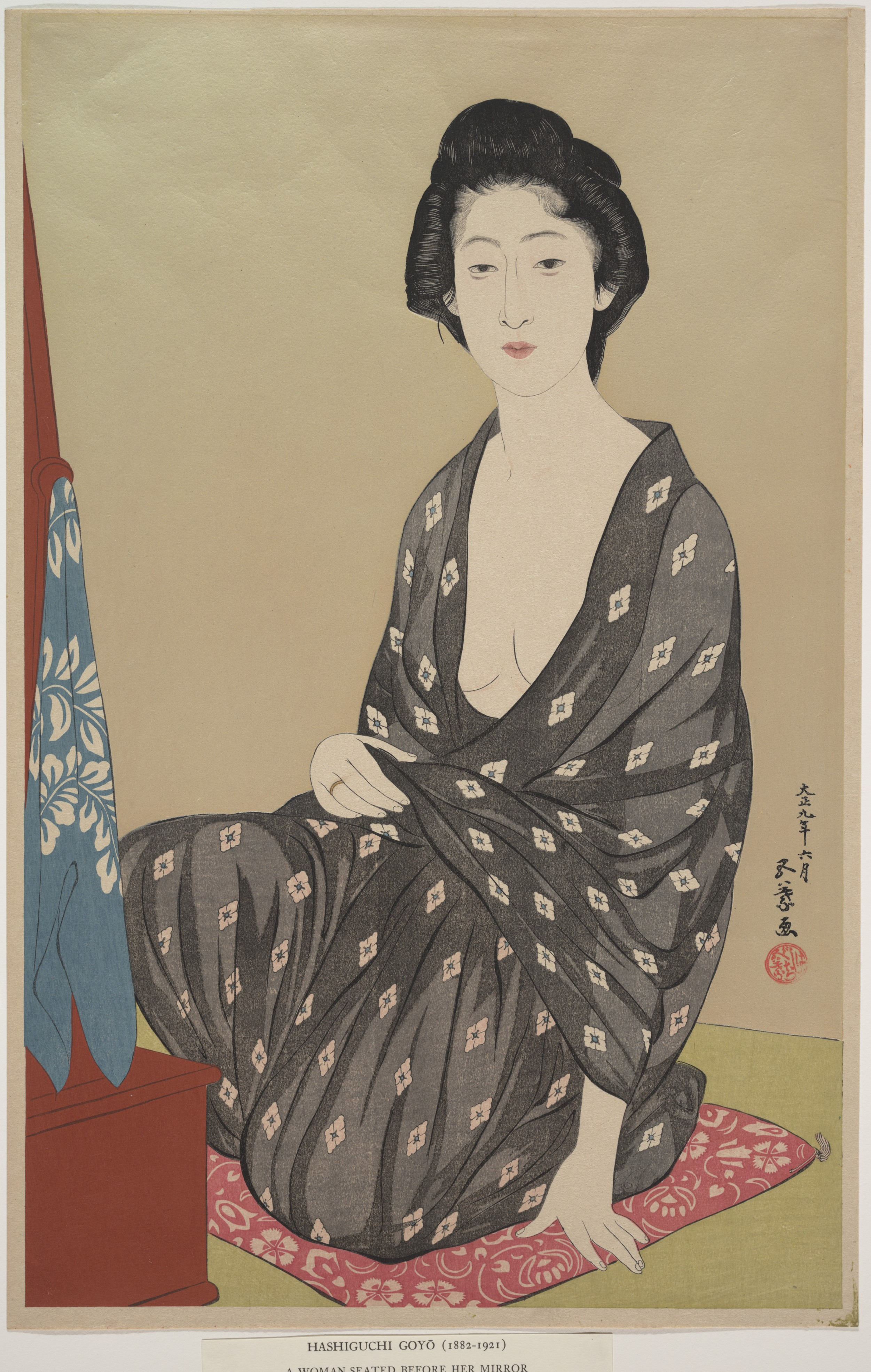
„Frau im Sommer-Kimono“[A 4], 1920